# Secure Hash Algorithm
Con il termine SHA (acronimo dell'inglese Secure Hash Algorithm) si indica una famiglia di cinque diverse funzioni crittografiche di hash sviluppate a partire dal 1993 dalla National Security Agency (NSA) e pubblicato dal NIST come standard federale dal governo degli USA (FIPS PUB 180-4).
Come ogni algoritmo di hash, l'SHA produce un message digest, o "impronta del messaggio", di lunghezza fissa partendo da un messaggio di lunghezza variabile. La sicurezza di un algoritmo di hash risiede nel fatto che la funzione non sia invertibile (non sia cioè possibile risalire al messaggio originale conoscendo solo questo dato) e che non deve essere mai possibile creare intenzionalmente due messaggi diversi con lo stesso digest. Gli algoritmi della famiglia sono denominati SHA-1, SHA-224, SHA-256, SHA-384 e SHA-512: le ultime 4 varianti sono spesso indicate genericamente come SHA-2, per distinguerle dal primo. Il primo produce un digest del messaggio di soli 160 bit, mentre gli altri producono digest di lunghezza in bit pari al numero indicato nella loro sigla (SHA-256 produce un digest di 256 bit). L'SHA-1 è il più diffuso algoritmo della famiglia SHA ed è utilizzato in numerose applicazioni e protocolli nonostante sia ormai insicuro e verrà presto sostituito dagli altri, più moderni ed efficienti.
La sicurezza di SHA-1 è stata appunto compromessa dai crittoanalisti. Sebbene non siano ancora noti attacchi alle varianti SHA-2, esse hanno un algoritmo simile a quello di SHA-1 per cui sono in atto sforzi per sviluppare algoritmi di hashing alternativi e migliorati.
Un concorso aperto per la realizzazione di una nuova funzione SHA-3 venne annunciato nel Federal Register il 2 novembre 2007 dal NIST e attraverso una competizione pubblica, simile a quella adottata per il processo di sviluppo dell'AES, ha portato in data 2 ottobre 2012 ad annunciare come vincitore l'algoritmo Keccak. Opera di un team di analisti italiani e belgi, il Keccak sembra dunque destinato a venire gradualmente incluso e adottato nelle soluzioni di sicurezza informatica più variegate.
Il 23 febbraio 2017 un team di Google ha annunciato la prima tecnica pratica per generare una collisione hash.

## SHA-0 e SHA-1

Un'iterazione all'interno della funzione di compressione di SHA-1. A, B, C, D ed E sono parole di stato a 32 bit; F è una funzione non lineare che varia; _{n} denota una rotazione del bit di sinistra di n posti; n varia per ogni operazione. denota l'addizione modulo 2^{32}. K_{t} è una costante.

La specifica originale dell'algoritmo fu pubblicata nel 1993 come Secure Hash Standard, FIPS PUB 180, dal NIST. Ci si riferisce spesso a questa versione come SHA-0 per distinguerla dalle successive versioni. Fu ritirata dall'NSA breve tempo dopo la pubblicazione e fu soppiantata da una versione rivista, pubblicata nel 1995 (FIPS PUB 180-1) e solitamente nota come SHA-1. L'SHA-1 differisce dall'SHA-0 unicamente per una sola rotazione di bit nel processo di preparazione del messaggio della sua funzione di compressione ad una via; ciò fu fatto, secondo l'NSA, per correggere un difetto nell'algoritmo originale, il quale riduceva la sicurezza crittografica di SHA-0. Ad ogni modo, l'NSA non fornì nessuna ulteriore spiegazione chiarificante. Sono state in seguito riportate debolezze sia nel codice dell'SHA-0 sia in quello dell'SHA-1. L'SHA-1 pare offrire maggiore resistenza agli attacchi, a supporto dell'asserzione dell'NSA che il cambiamento aumentò la sicurezza.
L'SHA-1 (così come l'SHA-0) produce un digest di 160 bit da un messaggio con una lunghezza massima di 264-1 bit, essendo fondato sullo schema di Merkel-Damgard si basa su principi simili a quelli usati da Ronald L. Rivest del MIT nel design degli algoritmi MD4 e MD5.

### Funzionamento
Passo 1 (Imbottitura): Al messaggio originale vengono aggiunti dei bit di "imbottitura" affinché la lunghezza finale del messaggio risulti congruente a 448 modulo 512, così facendo la lunghezza in bit di "messaggio+imbottitura" divisa per 512 darà resto 448.
Passo 2 (Aggiunta lunghezza): Alla sequenza di bit (messaggio+imbottitura) creata durante il passo 1 viene aggiunto un intero unsigned di 64bit contenente la lunghezza del messaggio originale. Alla fine di questi due primi passi otteniamo una sequenza di bit che è un multiplo di 512.
Passo 3 (Inizializzazione del buffer MD): Un buffer di 160bit suddiviso in 5 registri da 32bit ciascuno viene creato per la memorizzazione di alcuni passaggi intermedi. I 5 registri verranno convenzionalmente indicati con (A,B,C,D,E) ed inizializzati con i seguenti valori esadecimali:
1. A = 67452301
2. B = EFCDAB89
3. C = 98BADCFE
4. D = 10325476
5. E = C3D2E1F0

Passo 4 (Elaborazione dei blocchi da 512bit): La sequenza di bit "messaggio+imbottitura+lunghezzaMessaggio" viene divisa in blocchi da 512bit, che identificheremo con Bn con n che va da 0 a L.
Il fulcro dell'algoritmo SHA-1 è chiamato compression function ed è formato da 4 cicli di 20 passi cadauno. I cicli hanno una struttura molto simile tra di loro se non per il fatto che utilizzano una differente funzione logica primitiva. Ogni blocco viene preso come parametro di input da tutti e 4 i cicli insieme ad una costante K e i valori dei 5 registri. Alla fine della computazione otterremo dei nuovi valori per A,B,C,D,E che useremo per la computazione del blocco successivo sino ad arrivare al blocco finale F.

## L'insieme SHA-2

Una iterazione della funzione di compressione negli algoritmi della famiglia SHA-2.

Nel 2001 il NIST pubblicò quattro funzioni di hash addizionali facenti parte della famiglia SHA, ognuna con un digest più lungo di quello originale, collettivamente denominate SHA-2 (anche se questo termine non è mai stato ufficialmente standardizzato). Queste varianti sono note, come detto, con la lunghezza in bit del digest generato a seguire la sigla ufficiale dell'hash: SHA-224, SHA-256, SHA-384 e SHA-512, con, rispettivamente, hash di 224, 256, 384 e 512 bit. Da notare che gli ultimi tre algoritmi furono ufficializzati come standard nel 2002 mentre l'SHA-224 fu introdotto nel febbraio del 2004: quest'ultimo presenta un hash di lunghezza identica a quella di 2 chiavi del Triple DES.
Tutte queste varianti sono brevettate dal governo statunitense, ma pubblicate con licenza libera..
Gli algoritmi SHA-256 e SHA-512 lavorano, rispettivamente, con word di 32 e 64 bit: utilizzano un numero differente di rotazioni e di costanti addizionali, ma la loro struttura è sostanzialmente identica. Gli algoritmi SHA-224 e SHA-384 sono semplicemente versioni troncate dei precedenti due, con hash calcolati con differenti valori iniziali.
Gli algoritmi SHA-2 non hanno ricevuto, a differenza dell'SHA-1, molta attenzione dalla comunità dei crittoanalisti per cui la loro sicurezza in campo crittografico non è stata del tutto provata. Gilbert e Handschuh (2003) hanno studiato queste nuove varianti e non hanno trovato vulnerabilità.

## SHA-3
La competizione che ha portato al rilascio del nuovo standard SHA-3 è stata ufficialmente lanciata il 2 novembre 2007. Il 2 ottobre 2012 la NIST ha proclamato come vincitore l'algoritmo di Keccak SHA-3.

## Comparazione delle funzioni SHA
Nella tabella sottostante sono riportate le caratteristiche principali degli algoritmi della famiglia SHA (Per Stato interno si intende la somma interna dopo ogni compressione di un blocco di dati).
| Algoritmo e variante | Algoritmo e variante | Dimensione dell'output (bit) | Dimensione dello stato interno (bit) | Dimensione del blocco (bit) | Max. dimensione del messaggio (bit) | Dimensione della word (bit) | Passaggi | Operazioni             | Collisioni trovate |
| -------------------- | -------------------- | ---------------------------- | ------------------------------------ | --------------------------- | ----------------------------------- | --------------------------- | -------- | ---------------------- | ------------------ |
| SHA-0                | SHA-0                | 160                          | 160                                  | 512                         | 264 − 1                             | 32                          | 80       | +,and,or,xor, rotl     | Sì                 |
| SHA-1                | SHA-1                | 160                          | 160                                  | 512                         | 264 − 1                             | 32                          | 80       | +,and,or,xor, rotl     | Attacco 253        |
| SHA-2                | SHA-256/224          | 256/224                      | 256                                  | 512                         | 264 − 1                             | 32                          | 64       | +,and,or,xor,shr, rotr | Nessuna            |
| SHA-2                | SHA-512/384          | 512/384                      | 512                                  | 1024                        | 2128 − 1                            | 64                          | 80       | +,and,or,xor,shr, rotr | Nessuna            |

## Applicazioni
SHA-1 è l'algoritmo più utilizzato della famiglia SHA. Costituisce la base di numerose applicazioni e protocolli, inclusi il TLS ed SSL, il PGP, l'SSH, l'S/MIME e l'IPsec. L'SHA-1 è anche utilizzato in sistemi di controllo versione, come il Git, per identificare la revisione dei software e come somma di controllo per verificare l'integrità di file di grosse dimensioni in cataloghi online.
Gli algoritmi SHA sono anche utilizzati negli algoritmi per la firma digitale dei documenti, quali ad esempio l'HMAC, e sono stati presi come base per i cifrari a blocchi SHACAL.

## Esempi e pseudocodice

### Hash di esempio
Questo è un esempio di digest generato dall'SHA-1 (tutti i messaggi sono codificati in ASCII):
```
SHA1("Cantami o diva del pelide Achille l'ira funesta")
 = 1f8a690b7366a2323e2d5b045120da7e93896f47
```

Anche una minima variazione nel messaggio genera, ineluttabilmente, un hash completamente differente a causa di una reazione a catena nota come effetto valanga. Ad esempio, sostituendo Cantami con Contami otteniamo:
```
SHA1("C
o
ntami o diva del pelide Achille l'ira funesta")
 = e5f08d98bf18385e2f26b904cad23c734d530ffb
```

Il digest corrispondente alla stringa vuota è:
```
SHA1("")
 = da39a3ee5e6b4b0d3255bfef95601890afd80709
```

### Pseudocodice di SHA-1
Pseudocodice dell'algoritmo SHA-1:
```
Note: All variables are unsigned 32 bits and wrap modulo 2
32
 when calculating
```

```
Initialize variables:

h0 = 0x67452301
h1 = 0xEFCDAB89
h2 = 0x98BADCFE
h3 = 0x10325476
h4 = 0xC3D2E1F0
```

```
Pre-processing:

append the bit '1' to the message
append k bits '0', where k is the minimum number ≥ 0 such that the resulting message
    length (in 
bits
) is 
congruent
 to 448 (mod 512)
append length of message (before pre-processing), in 
bits
, as 64-bit 
big-endian
 integer
```

```
Process the message in successive 512-bit chunks:

break message into 512-bit chunks

for
 each chunk
    break chunk into sixteen 32-bit big-endian words w
[
i
]
, 0 <= i <= 15
```

```
    
Extend the sixteen 32-bit words into eighty 32-bit words:

    
for
 i 
from
 16 to 79
        w[i] = (w[i-3] 
xor
 w[i-8] 
xor
 w[i-14] 
xor
 w[i-16]) 
leftrotate
 1
```

```
    
Initialize hash value for this chunk:

    a = h0
    b = h1
    c = h2
    d = h3
    e = h4
```

```
    
Main loop:

    
for
 i 
from
 0 to 79
        
if
 0 ≤ i ≤ 19 
then

            f = (b 
and
 c) 
or
 ((
not
 b) 
and
 d)
            k = 0x5A827999
        
else if
 20 ≤ i ≤ 39
            f = b 
xor
 c 
xor
 d
            k = 0x6ED9EBA1
        
else if
 40 ≤ i ≤ 59
            f = (b 
and
 c) 
or
 (b 
and
 d) 
or
 (c 
and
 d)
            k = 0x8F1BBCDC
        
else if
 60 ≤ i ≤ 79
            f = b 
xor
 c 
xor
 d
            k = 0xCA62C1D6
```

```
        temp = (a 
leftrotate
 5) + f + e + k + w
[
i
]

        e = d
        d = c
        c = b 
leftrotate
 30
        b = a
        a = temp
```

```
    
Add this chunk's hash to result so far:

    h0 = h0 + a
    h1 = h1 + b
    h2 = h2 + c
    h3 = h3 + d
    h4 = h4 + e
```

```
Produce the final hash value (big-endian):

digest = hash = h0 
append
 h1 
append
 h2 
append
 h3 
append
 h4
```

Le seguenti formule possono essere utilizzate per calcolare f nel ciclo principale qui sopra pubblicato al posto di quelle originali pubblicate nel documento ufficiale FIPS PUB 180-1:
```
(0  ≤ i ≤ 19): f = d 
xor
 (b 
and
 (c 
xor
 d))                
(alternative 1)

(0  ≤ i ≤ 19): f = (b 
and
 c) 
xor
 ((
not
 b) 
and
 d)          
(alternative 2)

(0  ≤ i ≤ 19): f = (b 
and
 c) + ((
not
 b) 
and
 d)            
(alternative 3)

 

(40 ≤ i ≤ 59): f = (b 
and
 c) 
or
 (d 
and
 (b 
or
 c))          
(alternative 1)

(40 ≤ i ≤ 59): f = (b 
and
 c) 
or
 (d 
and
 (b 
xor
 c))         
(alternative 2)

(40 ≤ i ≤ 59): f = (b 
and
 c) + (d 
and
 (b 
xor
 c))          
(alternative 3)

(40 ≤ i ≤ 59): f = (b 
and
 c) 
xor
 (b 
and
 d) 
xor
 (c 
and
 d)  
(alternative 4)
```

### Pseudocodice di SHA-256 (una variante di SHA-2)
Pseudocode dell'algoritmo SHA-256. Notare l'incremento nel mescolamento dei bit delle word w[16..63] rispetto all'SHA-1.
```
Note: All variables are unsigned 32 bits and wrap modulo 2
32
 when calculating
```

```
Initialize variables

(first 32 bits of the 
fractional parts
 of the square roots of the first 8 primes 2..19):

h0 := 0x6a09e667
h1 := 0xbb67ae85
h2 := 0x3c6ef372
h3 := 0xa54ff53a
h4 := 0x510e527f
h5 := 0x9b05688c
h6 := 0x1f83d9ab
h7 := 0x5be0cd19
```

```
Initialize table of round constants

(first 32 bits of the 
fractional parts
 of the cube roots of the first 64 primes 2..311):

k
[
0..63
]
 :=
   0x428a2f98, 0x71374491, 0xb5c0fbcf, 0xe9b5dba5, 0x3956c25b, 0x59f111f1, 0x923f82a4, 0xab1c5ed5,
   0xd807aa98, 0x12835b01, 0x243185be, 0x550c7dc3, 0x72be5d74, 0x80deb1fe, 0x9bdc06a7, 0xc19bf174,
   0xe49b69c1, 0xefbe4786, 0x0fc19dc6, 0x240ca1cc, 0x2de92c6f, 0x4a7484aa, 0x5cb0a9dc, 0x76f988da,
   0x983e5152, 0xa831c66d, 0xb00327c8, 0xbf597fc7, 0xc6e00bf3, 0xd5a79147, 0x06ca6351, 0x14292967,
   0x27b70a85, 0x2e1b2138, 0x4d2c6dfc, 0x53380d13, 0x650a7354, 0x766a0abb, 0x81c2c92e, 0x92722c85,
   0xa2bfe8a1, 0xa81a664b, 0xc24b8b70, 0xc76c51a3, 0xd192e819, 0xd6990624, 0xf40e3585, 0x106aa070,
   0x19a4c116, 0x1e376c08, 0x2748774c, 0x34b0bcb5, 0x391c0cb3, 0x4ed8aa4a, 0x5b9cca4f, 0x682e6ff3,
   0x748f82ee, 0x78a5636f, 0x84c87814, 0x8cc70208, 0x90befffa, 0xa4506ceb, 0xbef9a3f7, 0xc67178f2
```

```
Pre-processing:

append the bit '1' to the message
append k bits '0', where k is the minimum number >= 0 such that the resulting message
    length (in 
bits
) is 
congruent
 to 448 (mod 512)
append length of message (before pre-processing), in 
bits
, as 64-bit big-endian integer
```

```
Process the message in successive 512-bit chunks:

break message into 512-bit chunks

for
 each chunk
    break chunk into sixteen 32-bit big-endian words w
[
0..15
]
```

```
    
Extend the sixteen 32-bit words into sixty-four 32-bit words:

    
for
 i 
from
 16 to 63
        s0 := (w
[
i-15
]
 
rightrotate
 7) 
xor
 (w
[
i-15
]
 
rightrotate
 18) 
xor
 (w
[
i-15
]
 
rightshift
 3)
        s1 := (w
[
i-2
]
 
rightrotate
 17) 
xor
 (w
[
i-2
]
 
rightrotate
 19) 
xor
 (w
[
i-2
]
 
rightshift
 10)
        w
[
i
]
 := w
[
i-16
]
 
+
 s0 
+
 w
[
i-7
]
 
+
 s1
```

```
    
Initialize hash value for this chunk:

    a := h0
    b := h1
    c := h2
    d := h3
    e := h4
    f := h5
    g := h6
    h := h7
```

```
    
Main loop:

    
for
 i 
from
 0 to 63
        s0 := (a 
rightrotate
 2) 
xor
 (a 
rightrotate
 13) 
xor
 (a 
rightrotate
 22)
        maj := (a 
and
 b) 
xor
 (a 
and
 c) 
xor
 (b 
and
 c)
        t2 := s0 + maj
        s1 := (e 
rightrotate
 6) 
xor
 (e 
rightrotate
 11) 
xor
 (e 
rightrotate
 25)
        ch := (e 
and
 f) 
xor
 ((
not
 e) 
and
 g)
        t1 := h + s1 + ch + k
[
i
]
 + w
[
i
]
```

```
        h := g
        g := f
        f := e
        e := d + t1
        d := c
        c := b
        b := a
        a := t1 + t2
```

```
    
Add this chunk's hash to result so far:

    h0 := h0 + a
    h1 := h1 + b
    h2 := h2 + c
    h3 := h3 + d
    h4 := h4 + e
    h5 := h5 + f
    h6 := h6 + g
    h7 := h7 + h
```

```
Produce the final hash value (big-endian):

digest = hash = h0 
append
 h1 
append
 h2 
append
 h3 
append
 h4 
append
 h5 
append
 h6 
append
 h7
```

Le funzioni ch e maj possono essere ottimizzate nel modo descritto per quelle dell'SHA-1.
L'SHA-224 è identico all'SHA-256 tranne che:
- i valori iniziali delle variabili h0-h7 sono differenti e
- l'output è costruito omettendo h7.

L'SHA-512 è identico nella struttura ma:
- tutti i numeri sono lunghi 64 bit,
- sono eseguiti 80 passaggi invece di 64,
- i valori iniziali e le costanti da addizionare sono estesi a 64 bit e
- le quantità delle rotazioni (rotate) e degli spostamenti (shift) sono differenti.

L'SHA-384 è identico all'SHA-512 tranne che:
- i valori iniziali h0-h7 sono differenti e
- l'output è costruito omettendo h6 e h7.

### Siti Internet per il calcolo degli hash
- Hash'em all! — Hashing online di testo e files con svariati algoritmi
- Web4Human — Hashing online con algoritmi SHA1, SHA224, SHA256 e SHA512
- https://web.archive.org/web/20071216092901/http://www.johnmaguire.us/tools/hashcalc/index.php – Consente l'encoding di stringhe di lunghezza nulla
- SHA-1 Lookup – Database with several millions SHA-1 hashes. Implemented as an online reverse search.
- Simple hash calculator, su hash.spugesoft.com. URL consultato il 5 maggio 2019 (archiviato dall'url originale il 28 giugno 2012).
- SHA-1 Text file line per line – Allows to sha1-hash every line of a text file.

### Standard: SHA-0, SHA-1, SHA-2, SHA-3...
- Specifications for a Secure Hash Standard (SHS) – Draft for proposed SHS standard (SHA-0)
- Secure Hash Standard (SHS) – Proposed SHS standard (SHA-0)
- RFC 3174, “US Secure Hash Algorithm 1 (SHA-1)”
- RFC 4634, “US Secure Hash Algorithms (SHA and HMAC-SHA)”
- CSRC Cryptographic Toolkit – Official NIST site for the Secure Hash Standard
  - FIPS 180-2: Secure Hash Standard (SHS) Archiviato il 12 marzo 2012 in Internet Archive. (PDF, 236 kB) – Current version of the Secure Hash Standard (SHA-1, SHA-224, SHA-256, SHA-384, and SHA-512), 1 August 2002, amended 25 February 2004
  - NIST secure hashing Pagina relativa agli algoritmi di hashing del NIST
- NIST Cryptographic Hash Project SHA-3 competition

### Crittoanalisi
- Intervista con Yiqun Lisa Yin sull'attacco all'SHA-1, su news.zdnet.com. URL consultato il 30 gennaio 2008 (archiviato dall'url originale il 16 dicembre 2007).
- Lenstra's Summary of impact of the February 2005 cryptanalytic results (PDF), su cm.bell-labs.com. URL consultato il 30 gennaio 2008 (archiviato dall'url originale il 28 febbraio 2008).
- Explanation of the successful attacks on SHA-1 (3 pages, 2006)

### Implementazioni
- The OpenSSL Project – La diffusa libreria OpenSSL include software libero ed open source con implementazione dell'SHA-1, SHA-224, SHA-256, SHA-384 ed SHA-512
- Crypto++ Crypto++, libreria libera in C++ con schemi crittografici
- Bouncy Castle La libreria Bouncy Castle è una libreria libera in Java e C# che contiene implementazioni dell'SHA-1, SHA-224, SHA-256, SHA-384 ed SHA-512, e di altri algoritmi di hash.

### Tutorial e codici d'esempio
- Comparazione della funzione SHA in differenti linguaggi
- Implementazioni in C e C++ dell'SHA-1, inclusi binari per Win32 e Linux di Paul E. Jones (RFC Co-Author)
- Implementazione in C dell'SHA di Brian Gladman
- Implementazione in Visual Basic dell'SHA-1 di John Taylor
- Implementazione in JavaScript dell'SHA-1 di Chris Veness
- Implementazione in JavaScript delle funzioni di HASH (md4, md5, sha-1, sha-2), su cryptojs.altervista.org.

### Vettori di test
The NESSIE project test vectors for SHA-1, SHA-256, SHA-384, and SHA-512.